# Liste der Nummer-eins-Hits in Neuseeland (1971)
Diese Liste enthält alle Nummer-eins-Hits in Neuseeland im Jahr 1971. Es gab in diesem Jahr 16 Nummer-eins-Singles.
| Singles |
| --- |
| - Für die Zeit vom 1. bis zum 14. Januar wurde keine Hitparade veröffentlicht. - New Seekers – Look What They've Done to My Song, Ma - 2 Wochen (15. Januar – 28. Januar) - George Harrison – My Sweet Lord - 4 Wochen (29. Januar – 25. Februar) - Dawn – Knock Three Times - 2 Wochen (26. Februar – 11. März) - Mike Curb Congregation – Burning Bridges - 2 Wochen (12. März – 25. März) - Lynn Anderson – Rose Garden - 3 Wochen (26. März – 15. April) - The Mixtures – The Pushbike Song - 2 Wochen (16. April – 29. April) - The Hollies – Too Young to Be Married - 4 Wochen (30. April – 27. Mai) - Neil Diamond – I Am… I Said - 6 Wochen (28. Mai – 8. Juli) - Waldo de los Ríos – Mozart 40 - 1 Woche (9. Juli – 15. Juli) - Ocean – Put Your Hand in the Hand - 1 Woche (16. Juli – 22. Juli) - Lobo – Me & You & a Dog Named Boo - 4 Wochen (23. Juli – 19. August) - Susan Raye – L.A. International Airport - 1 Woche (20. August – 26. August, insgesamt 2 Wochen) - Tony Christie – I Did What I Did for Maria - 1 Woche (27. August – 2. September, insgesamt 4 Wochen) - Susan Raye – L.A. International Airport - 1 Woche (3. September – 9. September, insgesamt 2 Wochen) - Tony Christie – I Did What I Did for Maria - 3 Wochen (10. September – 30. September, insgesamt 4 Wochen) - Delaney & Bonnie – Neverending Story of Love - 3 Wochen (1. Oktober – 21. Oktober) - Rumour – L'Amour Est L'Enfante De La Liberte - 4 Wochen (22. Oktober – 18. November) - Paul & Linda McCartney – Uncle Albert / Admiral Halsey - 6 Wochen (19. November – 30. Dezember) - Für die Zeit vom 31. Dezember 1971 bis zum 13. Januar 1972 wurde keine Hitparade veröffentlicht. |